# Neocucullia
Neocucullia là một chi bướm đêm thuộc họ Noctuidae.